# Nilsiä

Wappen von Nilsiä

Nilsiä [ˈnilsiæ] ist eine ehemals selbstständige Stadt in der finnischen Landschaft Nordsavo. Seit 2013 gehört sie zur Stadt Kuopio.

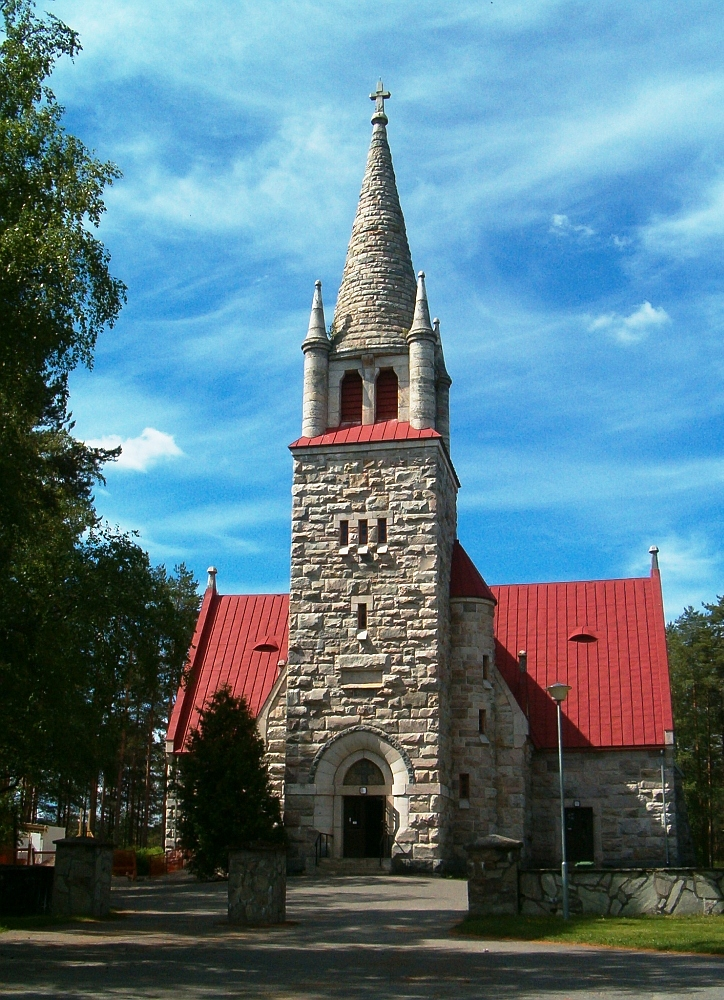
Die Kirche von Nilsiä

Nilisä liegt 55 Kilometer nördlich des Stadtzentrums von Kuopio am Ufer des Syväri-Sees. Neben der Kernstadt gehörte zum administrativen Stadtgebiet von Nilsiä ein größeres ländlich geprägtes Gebiet im Umland mit einer Fläche von insgesamt 847,7 Quadratkilometern (davon 136,1 Quadratkilometer Binnengewässer). Die Einwohnerzahl Nilsiäs betrug zuletzt 6.491 (Stand: 31. Dezember 2012). Knapp die Hälfte davon, 3.174 Menschen (Stand: 31. Dezember 2011), lebt in der Kernstadt Nilsiä, dem einzigen Siedlungszentrum (taajama).
Nilsiä wurde im Jahr 1816 als eigenständiges Kirchspiel aus Kuopio gelöst. Die politische Gemeinde Nilsiä entstand 1869, als in Finnland die Gemeindeverwaltung von den Kirchengemeinden getrennt wurde. Ursprünglich umfasste die Gemeinde ein weitaus größeres Gebiet, doch lösten sich 1899 Muuruvesi (inklusive Juankoski) und Varpaisjärvi als eigenständige Gemeinden aus Nilsiä. 1925 trat Nilsiä einen Teil seines Gemeindegebiets an die neugegründete Gemeinde Siilinjärvi ab. 1998 wurde die Gemeinde Nilsiä zur Stadt. Zum Jahresbeginn 2013 wurde Nilsiä in die Stadt Kuopio eingemeindet.

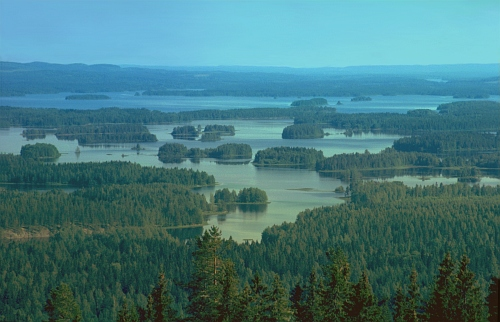
Blick vom Tahkovuori-Berg auf den Syväri-See

Zwölf Kilometer nördlich der Kernstadt von Nilsiä befindet sich der Berg Tahkovuori mit dem Skisportzentrum Tahko. Tahko ist das viertgrößte Skisportzentrum Finnlands und das größte außerhalb Nordfinnlands. An den Hängen des Tahkovuori befinden sich 15 Skilifte und 23 Pisten mit Längen von bis zu 1200 Metern bei einer Höhendifferenz von 200 Metern. Zeitweise bestanden ambitionierte Pläne, den Tahkovuori mit Abraum aus dem Bergwerk im benachbarten Siilinjärvi um 300 Meter zu erhöhen und zugleich eine 140 Meter tiefe Grube am Fuß des Berges auszuheben. Dadurch sollte der Berg die Dimensionen erhalten, um die Olympischen Winterspiele austragen zu können.
Der Erweckungsprediger Paavo Ruotsalainen (1777–1852) lebte auf der Insel Aholansaari in Nilsiä. Sein Haus kann dort heute besichtigt werden. Die nationalromantische Steinkirche von Nilsiä entstand 1905 nach Plänen vom Josef Stenbäck.
Die Beschreibung des Wappens von Nilsiä lautet: Im schwarzen Schild schwebt ein goldenes Tannenkreuz.